# Інтерпретація (логіка)
Інтерпретація (лат. interpretatio — тлумачення, роз'яснення) — призначення змісту символам формальної мови. Тобто, це є сукупність значень (сенсів), що приписуються тим або іншим способом елементам (виразам, формулам, символам і т. д.) якої-небудь природничо-наукової або абстрактно-дедуктивної теорії.
Багато формальних мов, які використовуються в математиці, логіці та у теоретичній інформатиці визначені у виключно синтаксичних термінах, і як такі не мають ніякого значення, поки вони не дають деяку інтерпретацію. Загальне вивчення інтерпретацій формальних мов називається логічна семантика. Найчастіше вивчаються елементи формальної логіки — логіки предикатів і їх модальні аналоги, і для них існують стандартні способи подання інтерпретації. У цих контекстах інтерпретація є функцією, яка забезпечує розширення символів і рядків символів об'єктної мови.

## Формальна мова
Формальна мова складається з фіксованого збору пропозицій (також називають слова або формули, в залежності від контексту), що складається з фіксованого набору букв або символів. Інвентаризації, з якої взято ці букви називають абетка по якому визначається мова. Для того, щоб відрізнити рядки символів, які знаходяться в формальній мові від довільних рядків символів, використовують правильно побудовану формулу (ППФ). Суттєвою особливістю формальної мови є те, що її синтаксис може бути визначений без звернення до інтерпретації. Наприклад, ми можемо визначити, що (P або Q) є добре правильно побудованою формула, навіть не знаючи, чи є воно істинним або хибним.

### Приклад
Формальна мова {\displaystyle W} може бути визначена з алфавіту α = { {\displaystyle \bigtriangleup }, {\displaystyle \Box } }, і слово, перебуваючи в {\displaystyle W} , яке починається з {\displaystyle \bigtriangleup } то воно відноситься виключно до символів {\displaystyle \bigtriangleup } та {\displaystyle \Box } .
Можлива інтерпретація {\displaystyle W} можемо призначити десяткову цифру '1' до {\displaystyle \bigtriangleup } та '0' до {\displaystyle \Box } . Тоді {\displaystyle \bigtriangleup }{\displaystyle \Box }{\displaystyle \bigtriangleup } позначатиме 101 при такій інтерпретації {\displaystyle W}.

### Логічні константи
У конкретних випадках логіки висловлювань і логіки предикатів, формальні мови вважаються абетками, які розділені на дві групи: логічні символи( логічні константи )і нелогічні символи. Ідея, що лежить в цій термінології є те, що логічні символи мають те ж значення, незалежно від предмета, що вивчається, в той час як нелогічні символи змінюються в значенні в залежності від області дослідження. Логічні константи завжди дають один і той же зміст кожної інтерпретації стандартного виду, так що тільки значення нелогічних символів змінюються. Логічні константи включають кванторні символи ∀ («все») і ∃ («деякі»), символи для логічних сполучників ∧ («і»), ∨ («або»), ¬ («ні»), круглі дужки і інші угруповання символів(і (у багатьох обробок) дорівнюють знаку рівності =).

## Загальні властивості істино-функціональних інтерпретацій
Багато з широко вивчених інтерпретацій асоціюють кожне речення на формальній мові з одним значенням істини: істинним або хибним. Ці інтерпретації називаються істино-функціональні. Вони включають в себе звичайні інтерпретації висловлювання та логіки першого порядку . Пропозиції, які зроблені вірно конкретним призначенням, повинні бути задоволені цим завданням.
Жодна пропозиція не може бути і істинним і хибним тієї ж інтерпретації, але цілком можливо, що значення істинності тієї ж пропозиції може бути різним у різних інтерпретаціях. Якщо судження відповідає то воно несуперечливе та істинне, (принаймні одна інтерпретація), в іншому випадку вона не відповідає та не істинне. Пропозиція φ називається логічно дійсним, якщо вона задовольняє будь-якій інтерпретації (якщо φ задовольняє будь-якій інтерпретації, яка задовольняє {\displaystyle \psi }, то φ, як кажуть, є логічним наслідком {\displaystyle \psi }).

### Логічні зв'язки
Докладніше: Логічні зв'язки 
Деякі з логічних символів мови (крім кванторів) істинні функціональні зв'язки, які представляють функції істинності, які приймають значення істинності як аргументи і значення істинності як виходи (іншими словами, ці операції над значеннями істинності пропозицій). Насправді функціональні зв'язки дають змогу складним реченням будуватися з більш простих речень. Таким чином, значення істинності складного речення визначається як деяка функція істинності значень істинності більш простих речень. Зв'язки зазвичай беруться як логічні константи, а це означає, що значення зв'язків завжди однакове, незалежно від того, що інтерпретації даються іншими символами в формулі.
Це, як ми визначаємо логічні зв'язки в логіці висловлювань:
- ¬Φ вірна тоді і тільки тоді коли Φ є хибним.
- (Φ ∧ Ψ) істинно тоді і тільки тоді коли Φ істинна і Ψ є теж істинне
- (Φ ∨ Ψ) істинно тоді і тільки тоді Φ є істинним або Ψ є істинне (або обидва є істинними).
- (Φ → Ψ) істинно тоді і тільки тоді ¬Φ є істинним або Ψ є істинне (або обидва є істинними).
- (Φ ↔ Ψ) істинна тоді і тільки тоді (Φ → Ψ) істинно і (Ψ → Φ) є істинне

Таким чином, при даній інтерпретації все присуджують буквам Ф і Ψ (тобто після присвоєння значення істинності для кожної пропозиції літери), ми можемо визначити істинність значення всіх формул, які мають їх як складові частини, в залежності від логічного зв'язку. У наступній таблиці показано, як це виглядає. Перші дві колонки показують значення істинності букв, які визначено з чотирьох можливих інтерпретацій. Інші колонки показують значень істинності формул, побудованих з цих членів речення за допомогою букв. Де F (англ. false) — хибне значення, а T (англ. true) — істинне.
| Інтерпретація | Φ | Ψ | ¬Φ | (Φ ∧ Ψ) | (Φ ∨ Ψ) | (Φ → Ψ) | (Φ ↔ Ψ) |
| ------------- | - | - | -- | ------- | ------- | ------- | ------- |
| № 1           | T | T | F  | T       | T       | T       | T       |
| № 2           | T | F | F  | F       | T       | F       | F       |
| № 3           | F | T | T  | F       | T       | T       | F       |
| № 4           | F | F | T  | F       | F       | T       | T       |

Тепер легше побачити, що робить формулу логічно справедливою. Візьмемо формулу F: (Φ ∨ ¬Φ). Якщо наша функція інтерпретації робить Ф істинно, то ¬Φ робиться хибним. Так як заперечний Φ з хибним значенням дає істинну при цій інтерпретації, F — істинне. Тепер єдина інша можлива інтерпретація Ф дає значення False, і якщо так, то ¬Φ робить T функцію запереченням. Це зробило F знову істинним, так як один з F диз'юнктив, ¬Φ, був би істинним, в рамках цієї інтерпретації. Так як дві інтерпретації для F є єдиними можливими логічної інтерпретації, і так як F виходить вірно для обох виразів, ми говоримо, що F є дійсним або тавтологічним.

## Інтерпретації для пропозиційної логіки
Формальна мова для пропозиційної логіки складається з формул, побудованих з пропозиційних символів (також званих пропозиційних символів, сентенціальних змінних і пропозиційних змінних) і логічними зв'язками. Тільки нелогічні символи на формальній мові для логіки висловлювань є пропозиційними символами, які часто позначаються великими літерами. Для того, щоб зробити формальну мову точніше, конкретний набір пропозиційних символів повинен бути закріплений. Стандартний вид інтерпретації в зв'язку з цим є функція, яка відображає кожен символ пропозиційний один до одного із значень істинності істинне та хибне Ця функція називається привласнення істинності або функції оцінки. Для мови з {\displaystyle n} різних пропозиційних змінних існує 2{\displaystyle n} різних можливих інтерпретацій. Для будь-якої конкретної змінної {\displaystyle A}, наприклад, існує {\displaystyle 2^{1}} = 2 можливі інтерпретації: 1) {\displaystyle A} призначається T, 2) {\displaystyle A} призначається F. Для пари {\displaystyle A} та {\displaystyle B} існує {\displaystyle 2^{2}} = 4 можливі інтерпретації: 1) обидва призначені Т , 2) обидва призначені F, 3) {\displaystyle A} призначається Т і {\displaystyle B} призначається F, 4) {\displaystyle A} призначається F і {\displaystyle B} призначається Т.

## Логіка першого порядку
На відміну від логіки висловлювань, де кожна мова є тим самим, крім вибору іншого набору пропозиційних змінних, існує безліч різних мов першого порядку. Кожна мова першого порядку визначається підписом. Підпис складається з набору нелогічних символів і ідентифікації кожного з цих символів як постійного символу, символу функції або символу предиката. У разі функції предикатні символи та натуральне число арності також призначається. Алфавіт для формальної мови складається з логічних констант, ставлення рівності символ =, всі символи від підпису, а також додаткові безліч символів відомі як змінні. Наприклад, в мові кілець, є постійні символи 0 і 1, два функціональні символи бінарних + і — , і ніяких двійкових символів відносин. (Тут відношення рівності береться як логічна константа .)
Знову ж таки, ми можемо визначити мову першого порядку як L, яка складається з окремих символів {\displaystyle a}, {\displaystyle b} і {\displaystyle c}; предикатні символи F, G, H, I і J; змінні {\displaystyle x}, {\displaystyle y}, {\displaystyle z}; немає функції букв; немає сентенціальних символів.

### Формальні мови для логіки першого порядку
З огляду на підпис {\displaystyle \sigma } , відповідна формальна мова відома як набір {\displaystyle \sigma }-формул. Кожна {\displaystyle \sigma }-формула будується з атомних формул за допомогою логічних зв'язок; атомарні формули будуються з термінів, використовуючи предикатні символи. Формальне визначення безлічі а-формул триває в іншому напрямку: по-перше, члени зібрані з постійних і функціональних символів разом зі змінними. Потім члени можуть бути об'єднані в атомарні формули, використовуючи символ предиката (символ відносини) від підпису або спеціального символу предиката "=" для рівності. Нарешті, формули мови зібрані з атомарних формул з використанням логічних зв'язок і кванторів.